# Ion Banu
Ion Banu (n. 16 iunie 1913, București – d. 12 mai 1993, București) a fost un filozof român de origine evreiască , membru corespondent al Academiei Române.

## Distincții
- Ordinul Muncii clasa a III-a (16 august 1956) „cu ocazia încheierii activității Școlii Superioare de Științe Sociale «A. A. Jdanov»”[2]
- Medalia „40 de ani de la înființarea Partidului Comunist din Romînia” (6 mai 1961) „pentru merite în activitatea de partid și întărirea regimului democrat-popular”[3]